# Costa Volpino
Costa Volpino es una localidad y comune italiana de la provincia de Bérgamo, región de Lombardía, con 9.001 habitantes.

## Evolución demográfica
| Gráfica de evolución demográfica de Costa Volpino entre 1861 y 2001 |
|                                                                     |
| Fuente ISTAT - elaboración gráfica de Wikipedia                     |